# Anyácsai-tó
Az Anyácsai-tó (vagy Anyácsa-tó) Pest vármegye legnyugatibb pontja közelében, attól pár száz méterre található, duzzasztott horgásztó, gyönyörű, mindentől viszonylag félreeső helyen. Közigazgatásilag nagyrészt Zsámbék területén terül el, de északkeleti partja már Tök határához tartozik, a vizét adó patak pedig a tavat északnyugat felől határoló völgyzáró gát vonalát elhagyva, alig néhány méter után már a Komárom-Esztergom vármegyei Szomor külterületén folyik tovább.
A tó maga a zsámbéki területen, a Zsámbéki-medence nyugati vízválasztójának számító Nyakas-hegy oldalában fakadó Bajna-Epöli-vízfolyás megyehatári visszaduzzasztásával jött létre, a rendelkezésre álló források alapján az 1960-as években; neve a közelben létezett, egykori Anyácsa településre utal (ma Anyácsapuszta, Tök külterületi településrésze, a tótól pár száz méterre északkeletre). Természetvédelmi-ökológiai szempontból hidrológiai, botanikai, zoológiai és ökológiai értéket is képvisel.

## Fekvése
Az Anyácsai-tó a Gerecse keleti vonulatai közelében, a hegység és a Zsámbéki-medence határvidékén kialakult mesterséges tó. Vízfelülete nagyobbára Zsámbék, kisebb részben Tök területéhez tartozik, de mindkét település történelmi központjától távol esik, azok felől csak földutakon érhető el, leküzdve a Nyakas-hegy vonulatait is. A tavat nyugati irányból lezáró kis völgyzáró gáttól néhány méterre viszont már a Komárom-Esztergom vármegyei Szomor közigazgatási területe kezdődik, s a tó legkönnyebben ez utóbbi község felől közelíthető meg, a Somodorpuszta nevű külterületi településrészen keresztül, az Anyácsapusztára vezető makadámútról.

## Története
A tó a zsámbéki közigazgatási területen eredő Bajna-Epöli-vízfolyás visszaduzzasztásával jött létre, 1966-ban. A tavon sem stégek kialakítása, sem a csónakból való horgászat nem engedélyezett, de a partról különösebb korlátozás nélkül lehet horgászni. A tó teljes területe részben állami, részben magántulajdon.

## Paraméterei
- Vízterülete: 2 hektár
- Típusa: duzzasztott tó
- Jellemző halfajták: ponty, csuka, amur, balin
- Horgászati módok: természetes part; bojlis horgászatra ideális
- Horgászati időszak és nyitvatartás: Szezon I: minden nap napkeltétől napnyugtáig
- Tilalmi időszak: változó az általános tilalmi időben.
- Horgászati feltételek: megjelölt horgászati időszakban, szabadon (bejelentkezés nélkül) látogatható
- Kezelője: Anyácsa-tavi Sportegyesület

## Turizmus
A tó és környéke leginkább a horgászturizmus számára jelent vonzerőt, de errefelé halad néhány teljesítménytúra, illetve a közelben húzódik a „Kitörés emléktúrák” változó útvonalon vezetett, de jellemzően szomori végpontú útvonala is.

## Képgaléria

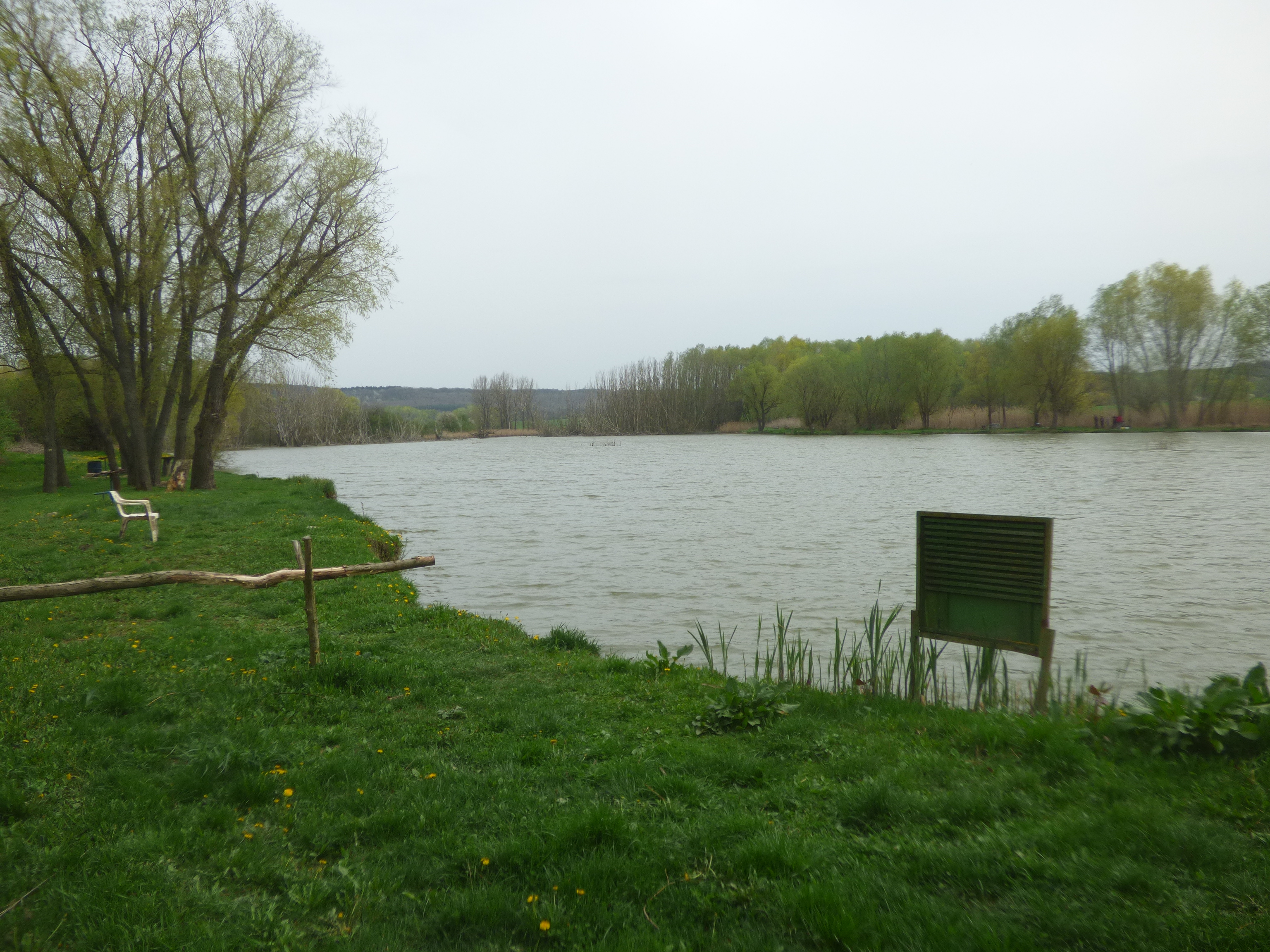
A tó északnyugat felől
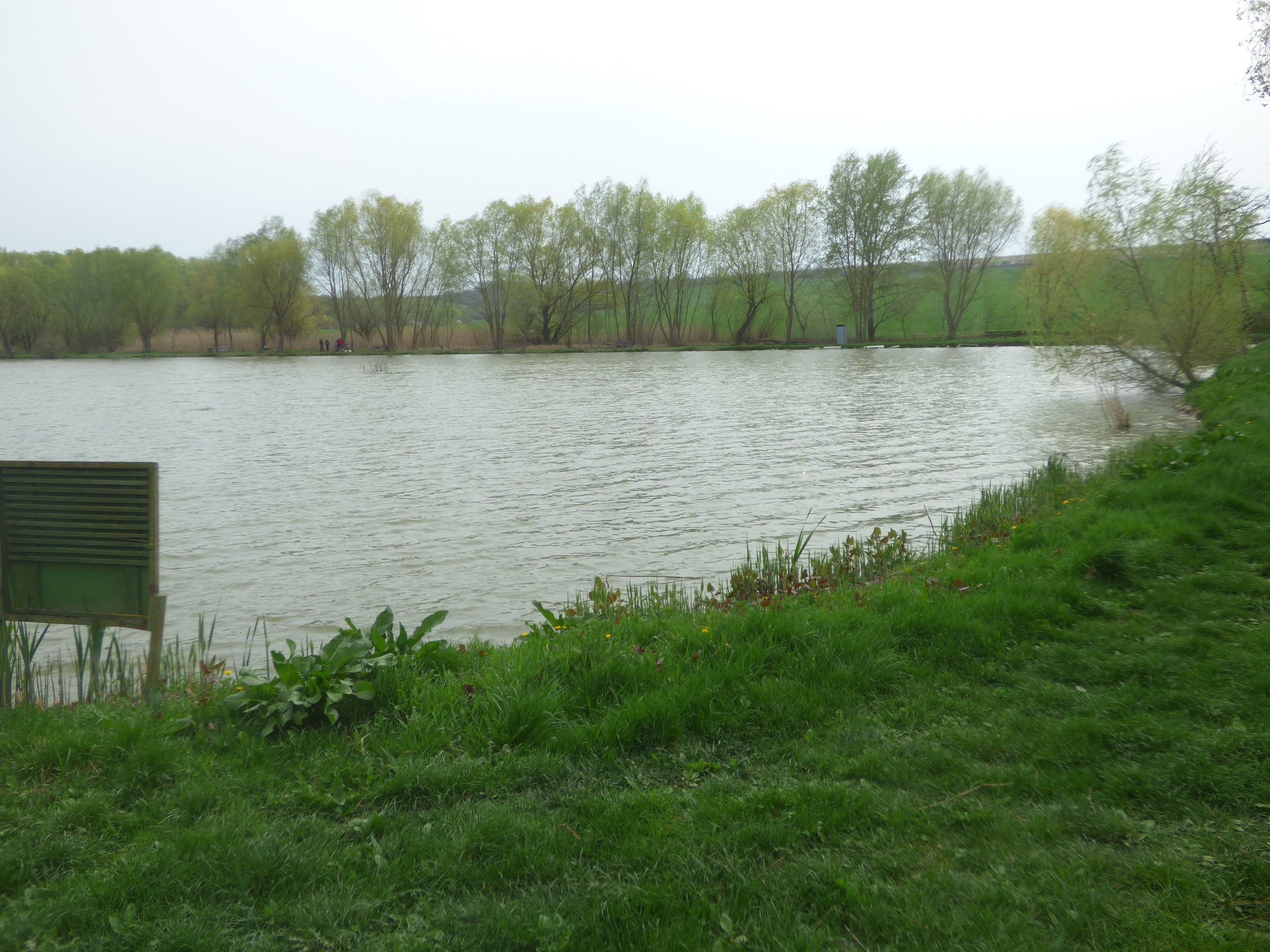
A tó és gátja északnyugat felől
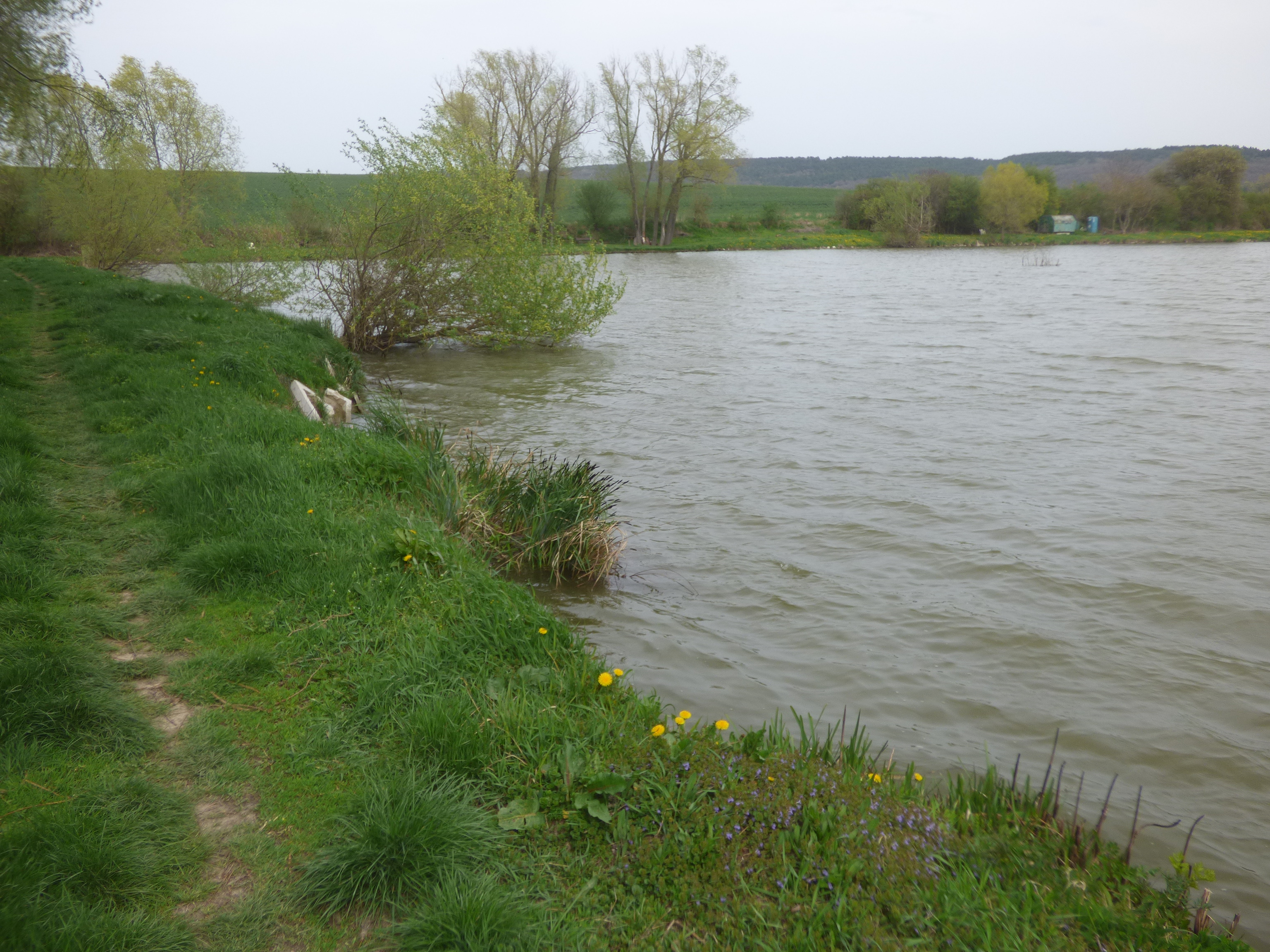
A tó a gát délnyugati végéről nézve
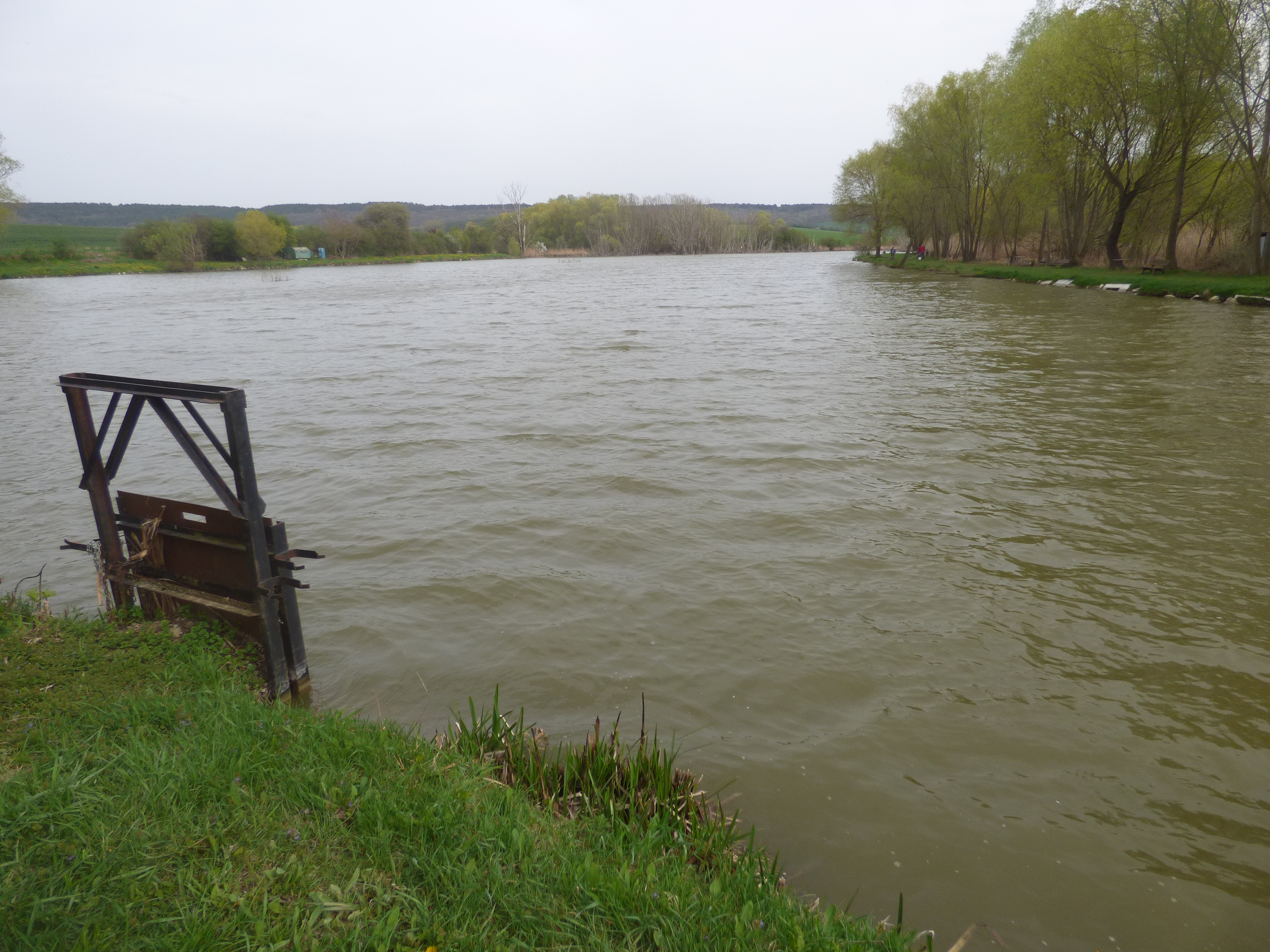
A tó a gát délnyugati végéről nézve
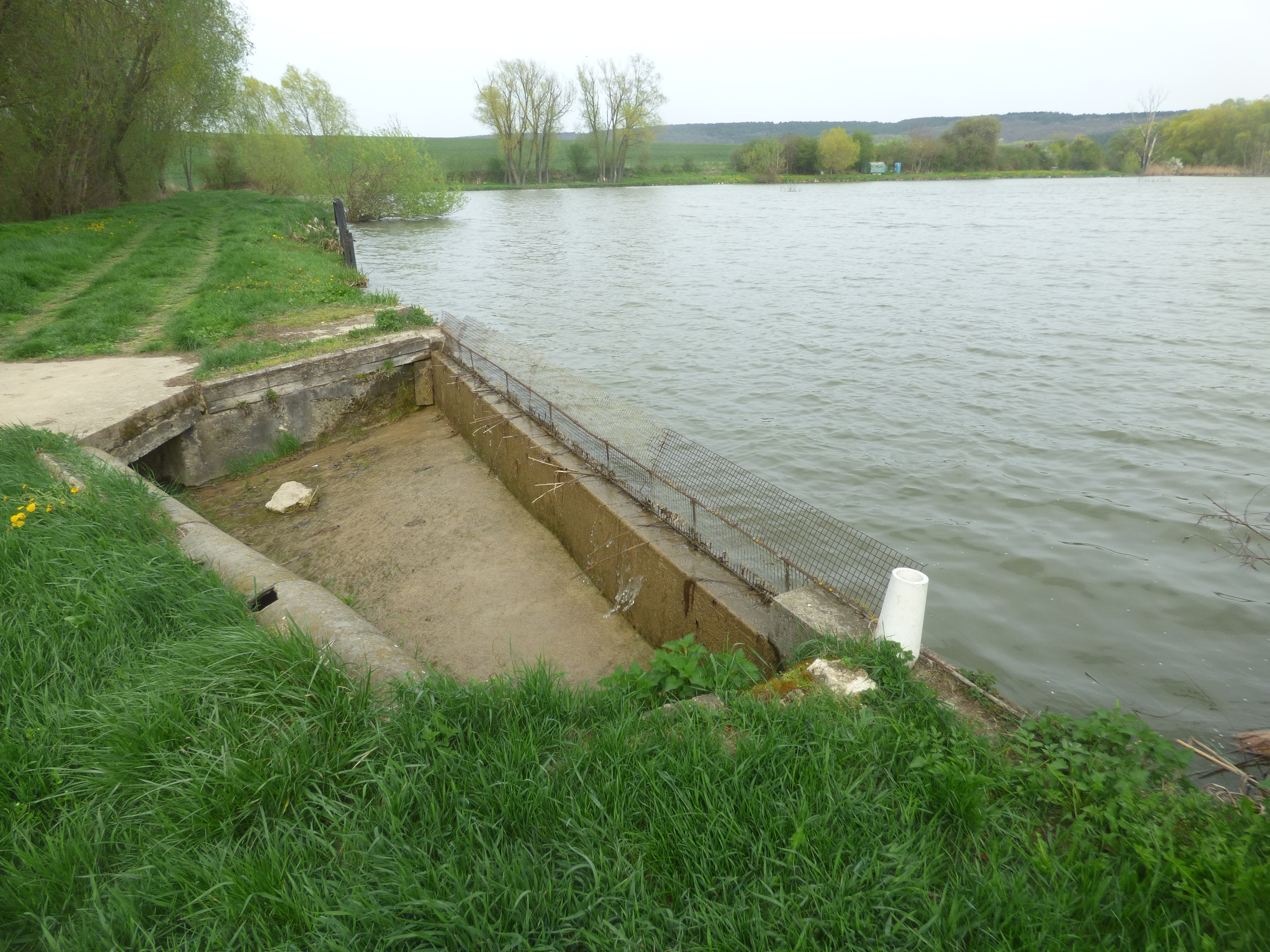
A vízkifolyást biztosító beton műtárgy
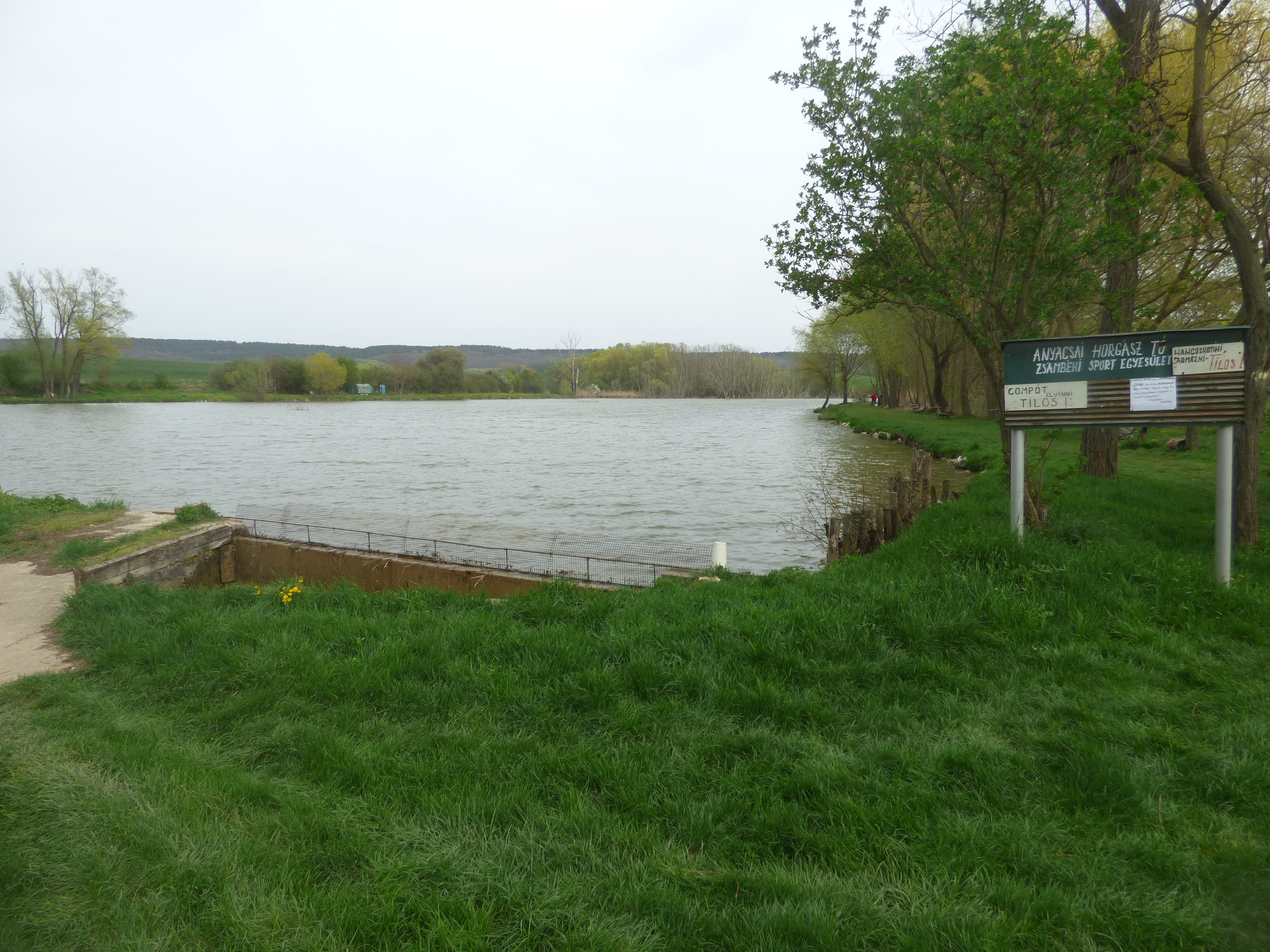
Az Anyácsai-tó délnyugatról nézve
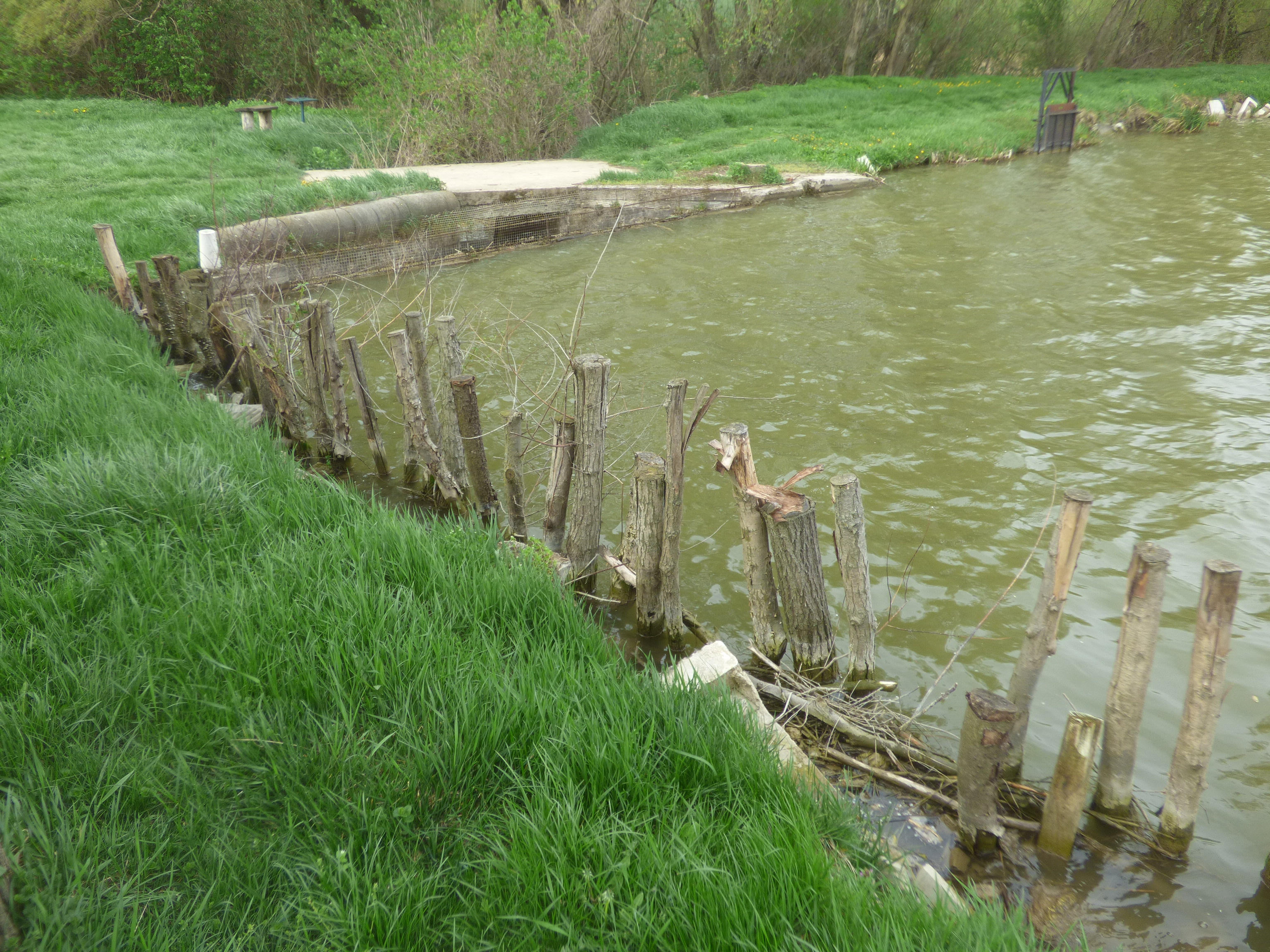
Partmegerősítés a kifolyási műtárgy mellett

## Külső hivatkozások
- Túraleírás képekkel egy, a tavat érintő motoros túráról
- Túraleírás a tavat is érintő Szomor 23 túráról